# Puy des Crebasses
Le puy des Crebasses est un sommet des monts Dore dans le Massif central.

## Géographie

### Situation
Le puy des Crebasses se trouve dans le département du Puy-de-Dôme, entre les localités de Chambon-sur-Lac et Mont-Dore, au nord-est du puy de Sancy, et entre le puy de Cacadogne et le roc de Cuzeau.

### Géologie
Le trachyte constitue la composition géologique du sous-sol du puy des Crebasses.

## Activités

### Protection environnementale
Son versant méridional est inclus dans le site Natura 2000 « Monts Dore », tandis que l'intégralité de son sommet est répertoriée en ZNIEFF de type 2 « Monts Dore » et dans la ZNIEFF de type 1 « Haute vallée de la Dordogne ».

### Randonnée
Le sentier de grande randonnée 4 traverse la montagne et suit la crête menant au roc de Cuzeau.